# Інженер
Інжене́р — особа, що професійно займається інженерією, тобто на основі поєднання прикладних наукових знань, математики та винахідництва знаходить нові розв'язання технічних проблем.
Інженер (фр. Ingénieur ← від лат. Ingenium — хист, вдача, винахідливість) — фахівець з вищою технічною освітою, який здійснює інженерну діяльність.
Інженери залучені, як правило, в усі процеси життєвого циклу технічних пристроїв, які є предметом інженерної справи, включаючи прикладні дослідження, планування, проєктування, конструювання, розробку технології виготовлення (спорудження), підготовку технічної документації, виробництво, наладку, випробування, експлуатацію, технічне обслуговування, ремонт, утилізацію пристрою і управління якістю.

Основним змістом діяльності інженера є розробка нових і (або) оптимізація наявних інженерних рішень. Наприклад, оптимізація проєктного рішення (в тому числі варіантне проєктування), оптимізація технології, менеджмент і планування, управління розробками і безпосередній контроль виробництва. Нові інженерні рішення часто стають винаходами. У своїй діяльності інженер спирається на фундаментальні і прикладні науки.

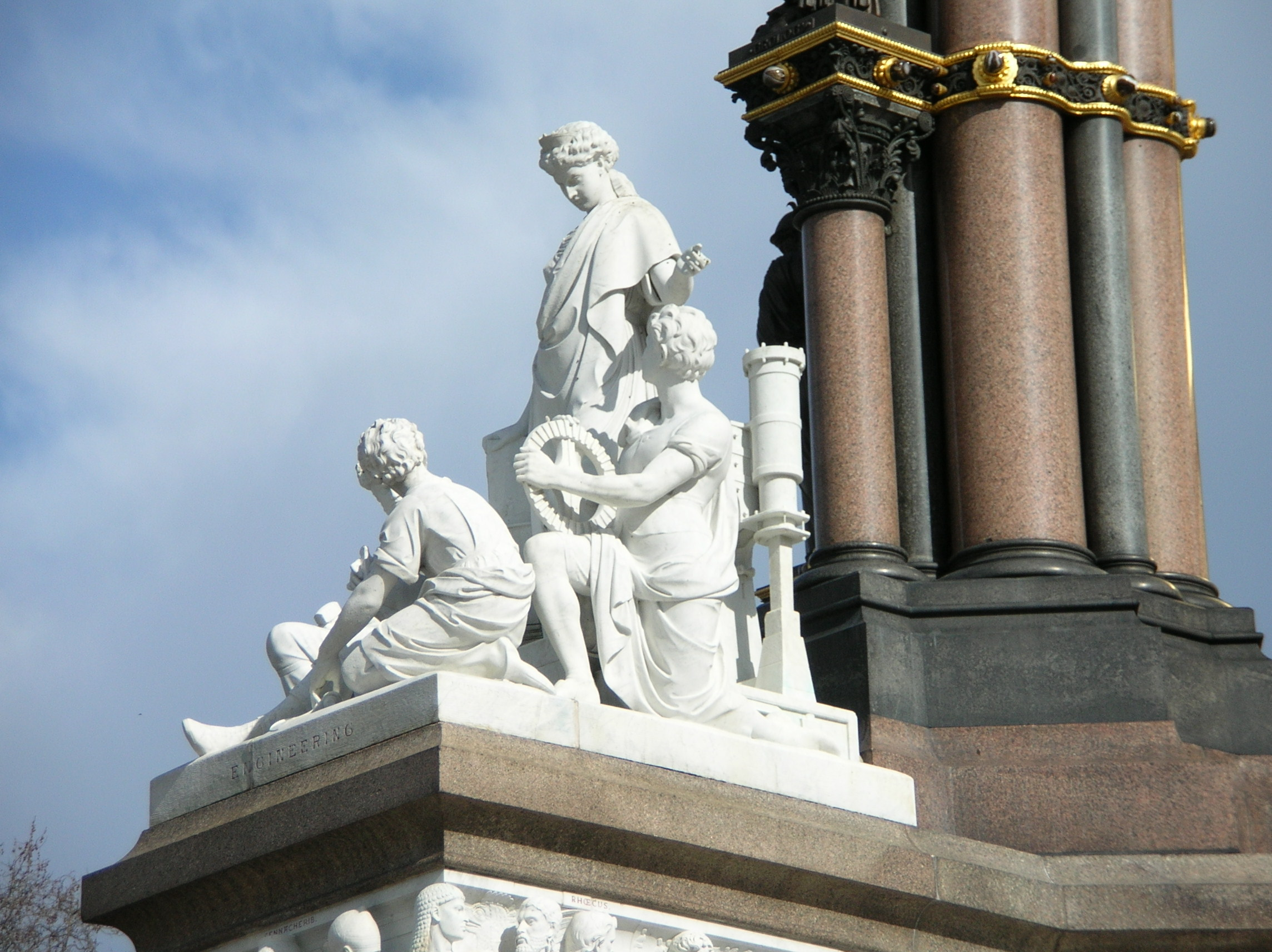
Монумент Група інженерів, Лондон.

У більшості країн (наприклад, у Німеччині та Канаді) рівень професійності інженерів жорстко контролюється, найчастіше через контроль (тобто обов'язковість) отримання відповідної (тобто офіційно визначеної та визнаної як інженерна, інколи технологічної) освіти, для чого в таких країнах, як Німеччина, Австрія тощо вирізняється статус (та академічне звання) «дипломований інженер», а, наприклад, у Франції — титул «кваліфікований інженер».
Зміст творчості інженерів дає вагомі підстави визнавати інженерів одними з основних творців ноосфери в частині матеріальної культури та прикладної науки, «відповідальних» за науково-технічний прогрес (загально)людської цивілізації та, відповідно, «технологічний добробут» людства.

## Особисті якості
Професія інженер вимагає певних особистих якостей. Вітається схильність до занять технікою, поглибленому аналізу і математичному складу розуму. Це є важливою умовою успішної роботи. Ще кілька важливих показників є запорукою професіоналізму в цій галузі: просторова уява, технічне мислення, спостережливість і, звичайно ж, здібності. Праця інженера включає і великий творчий потенціал. Це, перш за все, прояв самостійності, здатність приймати грамотні, виважені і обдумані рішення.

## Види

### Інженер-механік
Інженери-механіки створюють і вдосконалюють обладнання і машини.

### Інженер-конструктор
Спеціаліст у сфері розробки ескізних, технічних і робочих проєктів, особливо складних і середньої складності виробів, проведення технічних розрахунків за проєктами, аналізу ефективності проєктованих конструкцій, аналізу конструкторської документації тощо.
Розробляє ескізні, технічні та робочі проєкти особливо складних, складних і середньої складності виробів, використовуючи засоби автоматизації проєктування, передовий досвід розробки конкурентоздатних виробів, забезпечує при цьому відповідність конструкцій, що розробляються, технічним завданням, стандартам, нормам охорони праці, вимогам найбільш економічної технології виробництва, а також використання в них стандартизованих і уніфікованих деталей і складальних одиниць.
Проводить патентні дослідження і визначає показники технічного рівня проєктованих виробів.
Складає кінематичні схеми, загальні компонування і теоретичні ув'язки окремих елементів конструкцій на підставі принципових схем і ескізних проєктів, перевіряє робочі проєкти і здійснює контроль креслень за спеціальністю або профілем роботи, знімає ескізи складних деталей з натури і виконує складні деталювання.
Проводить технічні розрахунки по проєктах, техніко-економічній та функціонально-вартісний аналіз ефективності проєктованих конструкцій, а також розрахунок ризиків при розробці нових виробів, складає інструкції з експлуатації конструкцій, записки пояснень до них, карти технічного рівня, паспорти (у тому числі патентні і ліцензійні), програми випробувань, технічні умови, сповіщення про зміни в раніше розроблених кресленнях та іншу технічну документацію.
Вивчає та аналізує конструкторську документацію, що поступає від інших підприємств, в цілях її використання при проєктуванні і конструюванні.

### Інженер-енергетик
Інженер-енергетик може займатися розробкою, виробництвом або експлуатацією систем, призначених для теплового або електричного забезпечення.

### Інженер-кошторисник
Професія інженера-кошторисника знаходиться «на стику» будівництва і фінансів. З кожним роком вона стає все більш популярною.
У обов'язки кошторисника входить складання і перевірка кошторисів, складання актів виконаних робіт, розрахунок і узгодження договірних цін на різні види робіт.
Хоча більшість будівельних професій традиційно вважаються чоловічими, кошторисник — виняток з правил. Не менше половини фахівців з кошторисної справи — жінки.

#### Завдання та обов'язки
1. Складає кошторисну документацію для оформлення договорів підряду на електромонтажні, загальнобудівельні та ремонтно-експлуатаційні роботи.
2. Складає і контролює підписання актів виконаних робіт і довідок про вартість виконаних робіт за договорами підряду на електромонтажні і загальнобудівельні роботи.
3. Складає та контролює виконання договорів підряду на електромонтажні, загальнобудівельні та ремонтно-експлуатаційні роботи.
4. Складає звітну документацію з питань електромонтажних, загальнобудівельних робіт і ремонтно-експлуатаційного обслуговування основних фондів підприємства.
5. Складає і переглядає норми витрат матеріалів на електромонтажні, загальнобудівельні та ремонтно-експлуатаційні роботи.
6. Складає звіти за формами статзвітності в розрізі сфери діяльності служби.
7. Оформлює кошторисну документацію з приймання на баланс товариства обладнання електричних мереж.
8. Проводить аналіз основних показників роботи товариства в обсязі діяльності відділу.
9. Консультує з питань, що входять до його компетенції.
10. Забезпечує відповідність кошторисної документації, що розробляється, нормативним документам.
11. Веде проєктно-кошторисний архів.
12. Інженер-кошторисник I категорії ПКВ зобов'язаний:
  1. сумлінно виконувати свої трудові обов'язки, покладені на нього трудовим договором;
  2. дотримуватися правил внутрішнього трудового розпорядку;
  3. виконувати встановлені норми праці;
  4. дотримуватися вимог з охорони праці, ТБ, ПБ та забезпечення безпеки праці;
  5. дбайливо ставитися до майна підприємства та інших працівників;
  6. негайно повідомляти безпосередньому керівнику про виникнення ситуації, що представляє загрозу життю та здоров'ю людей, збереження майна підприємства.

### Інженер по телекомунікаціях
Інженер по телекомунікаціях займається розробкою та впровадженням телекомунікаційних систем, що охоплює інтернет, телефонію, телебачення, відеоспостереження, контроль доступу, охоронну сигналізацію тощо

### Інженер ВК
Інженер ВК (Водопостачання, каналізування) займається розробкою, втіленням та контролем за проєктами, що стосується водопровідних та каналізаційних мереж житлових будинків, громадських споруд, промислових об'єктів, вуличних комунікацій та ін.

### Інженер ОВК
Інженер ОВК займається розробкою, втіленням та контролем за системами опалення, вентиляції та кондиціонування.